# Дмитренко, Анна Борисовна
Анна Борисовна Дмитренко (род. 4 апреля 1960, Запорожье, Украинская ССР) — советская фехтовальщица, чемпионка мира в командных соревнованиях по фехтованию на рапирах (1979). Мастер спорта СССР международного класса (1979).

## Биография
Анна Дмитренко родилась 4 апреля 1960 года в Запорожье. Начала заниматься фехтованием на рапирах в возрасте 10 лет под руководством Людмилы Дроботенко. Впоследствии с ней также работал Ярослав Фрондзей.
В 1979 году вошла в состав сборной СССР на чемпионате мира в Мельбурне и завоевала золотую медаль в командных соревнованиях. В 1981 году на Универсиаде в Бухаресте выиграла личный турнир рапиристок и стала серебряным призёром в командном зачёте.
В 1985 году окончила Киевский государственный институт физической культуры. В дальнейшем занялась тренерской деятельностью, работает старшим тренером отделения фехтования Олимпийского колледжа им. И. Поддубного, входит в президиум Федерации фехтования Украины.